# Brígida Alfaro
Brígida Alfaro (Ciudad de México, 1842-Ciudad de México, 1925) fue profesora de primaria, maestra de música, de matemáticas y directora de escuelas.

## Biografía

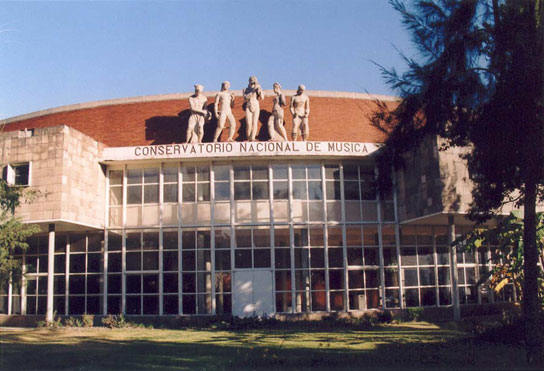
Conservatorio Nacional de Música de México en su sede contemporánea. Brígida Alfaro obtuvo su título profesional en su primera sede, cuando era la única institución que otorgaba ese reconocimiento a las mujeres

Brígida Alfaro nació y murió en la Ciudad de México (1842-1925). Aunque la mayoría de las fuentes dice que nació en 1842, “según los datos que se encuentran en el AH-SEP nació en 1856.” 
Alfaro fue profesora de educación primaria, dio clases de historia y de geografía en escuelas municipales. Amante del arte, estaba estudiando pintura en la Academia de Música y Dibujo para Señoritas de la Compañía Lancasteriana que dirigía la maestra María de la Luz Oropeza cuando en 1867 la Sociedad Filarmónica Mexicana fundó el Conservatorio y ella entró a estudiar música. Así, con otras jóvenes de su generación tuvo por primera vez la oportunidad de obtener un título profesional.  Alfaro siguió ligada a su alma mater, donde enseñó matemáticas cuando ya se había convertido en el Conservatorio Nacional. 

En tiempos del Emperador Fernando Maximiliano, Brígida Alfaro escribió sobre armonía y contrapunto

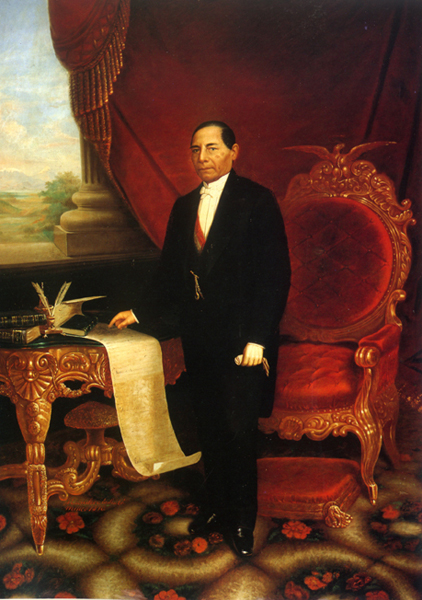
En contra de lo esperado, Benito Juárez fomentó el desarrollo del Conservatorio Nacional de Música

En enero de 1867 Brígida Alfaro escribió un manuscrito que aún se conserva. Tiene el título de Teórica de armonía y contrapunto. A la caída del imperio de Maximiliano, se temió por la desaparición del Conservatorio, pero no fue así: el gobierno del presidente Benito Juárez “otorgó a la Sociedad Filarmónica Mexicana el magnífico edificio de la Ex Universidad y la lista de sus socios se vio incrementada con la presencia de connotados liberales...” 
En 1855 colaboró escribiendo lecciones de música en el periódico infantil La Niñez Ilustrada.
Fue subdirectora de la Escuela de Artes y Oficios para Mujeres de 1880 a 1887, y sucesivamente dirigió las escuelas Municipal de Las Rejas de Balvanera, de Santo Tomás de Aquino y la primera oficial de párvulos, hoy jardín de niños, de la Ciudad de México. El gobierno federal le otorgó una medalla de oro y el Congreso una pensión, cuando cumplió 62 años de servicio. 
Era tía materna del famoso abogado Isidro Fabela, cuyo segundo apellido era Alfaro. Brígida y su hermana Joaquina vivían en la Colonia San Rafael.
Además del jardín de niños de la capital que lleva su nombre y fue fundado por Helena Espinosa Berea, y otro en Xochimilco, lo tienen también varias escuelas de preescolar en distintos lados del país. Por ejemplo, el de Cuautitlán Izcalli, Estado de México; Guadalupe, Zacatecas; Guanajuato, Guanajuato; Loma Bonita, Oaxaca; Morelia, Michoacán; Rosario, Sinaloa, San Luis Potosí, San Luis Potosí; Tlaxcala, Tlaxcala y Uman, Yucatán.